# George Woodcock
George Woodcock (Winnipeg, Manitoba, 8 de mayo de 1912-Vancouver, Columbia Británica, 28 de enero de 1995) fue un prolífico escritor canadiense de poesía, ensayos, críticas, biografías y obras históricas. En 1959 fundó la revista Canadian Literature, la primera revista canadiense dedicada a la escritura. En el resto del mundo, es probablemente recordado por su libro Anarquismo: Una historia de las ideas y los movimientos libertarios (1962), uno de los grandes recuentos del anarquismo.

## Biografía
Woodcock nació en Winnipeg, Manitoba, pero se mudó con sus padres a Inglaterra a una edad temprana, asistiendo a Sir William Borlase School y al Morley College. Aunque su familia era muy pobre, Woodcock tuvo la oportunidad de asistir a la Universidad de Oxford con una beca, sin embargo, se rechazó la oportunidad, porque habría tenido que reconocer una afiliación religiosa. En cambio, tomó un trabajo como empleado en el Great Western Railway y fue allí en que se empezó a interesar en el anarquismo. Permaneció como anarquista el resto de su vida, escribió varios libros sobre el tema, entre ellas "El anarquismo", la antología "El lector anarquista" (1977), y biografías de Pierre-Joseph Proudhon, William Godwin, Oscar Wilde y Piotr Kropotkin. 
Fue durante estos años que se reunió con varias destacadas figuras literarias, incluidas las de T. S. Eliot y Aldous Huxley. Conoció por primera vez a George Orwell conocer después de un desacuerdo entre ambos en las páginas de Partisan Review. Orwell escribió que en el contexto de una guerra contra el fascismo, el pacifismo era "objetivamente pro-fascista". Considerándose pacifista a sí mismo, Woodcock lo contradijo. A pesar de esta diferencia, los dos se reunieron y se convirtieron en buenos amigos. Woodcock más tarde escribió "El Espíritu de Cristal" (1966), un estudio crítico de Orwell y su obra que ganó un Governor General's Award. 
Woodcock pasó la Segunda Guerra Mundial en una granja, como objetor de conciencia. Después de la guerra, regresó a Canadá, con el tiempo se asentó en Vancouver, Columbia Británica. En 1955, tomó una cátedra en el departamento de inglés de la Universidad de Columbia Británica, donde permaneció hasta la década de 1970. En esta época, empezó a escribir más prolífico, la producción de varios libros de viajes y colecciones de poesía, así como las obras 
sobre anarquismo por los que es más conocido. 
Hacia el final de su vida, Woodcock se volvió más interesado en la que vio como la difícil situación de los tibetanos. Él viajó a la India, estudió el budismo, se convirtió en amigo del  dalái lama y estableció la Tibetan Refugee Aid Society. Él y su esposa Inge también establecieron la Canada India Village Aid Archivado el 24 de febrero de 2020 en Wayback Machine., que patrocina proyectos de autoayuda en zonas rurales de la India. Ambas organizaciones ejemplifican el ideal de Woodcock en la cooperación voluntaria entre los pueblos por encima de las fronteras nacionales.

## Reconocimiento
Woodcock fue honrado con varios premios, entre ellos una beca de la Royal Society de Canadá en 1968, la Medalla de la UBC en Biografía Popular en 1973 y 1976, y el Premio Molson en 1973. Sin embargo, sólo aceptó premios otorgados por sus pares, rechazando varios premios otorgados por el Estado de Canadá, incluyendo la Orden de Canadá. La única excepción fue el premio Freedom de la ciudad de Vancouver, que aceptó en 1994. 
Él es objeto de una biografía, "The Gentle Anarchist: A Life of George Woodcock" por George Fetherling (1998).

## Obras selectas
- Anarchy or Chaos - 1944
- The Incomparable Aphra - 1948
- Ravens and Prophets - 1952
- Anarchism: A History of Libertarian Ideas and Movements - 1962
- Faces of India: A Travel Narrative - 1964
- The Crystal Spirit: A Study of George Orwell - 1966
- The Doukhobors - 1968 (with  Ivan Avakumovic)
- The Hudson's Bay Company - 1970
- The Anarchist Prince: A Biographical Study of Peter Kropotkin - 1971 (with  Ivan Avakumovic)
- Into Tibet: The Early British Explorers - 1971
- Victoria - 1971
- Dawn and the Darkest Hour: A Study of Aldous Huxley - 1972
- Rejection of Politics and Other Essays on Canada, Canadians, Anarchism and the World - 1972
- Canada and the Canadians - 1973
- Who Killed the British Empire?: An Inquest - 1974
- Amor de Cosmos: Journalist and Reformer - 1975
- Gabriel Dumont: The Métis Chief and his Lost World - 1975
- South Sea Journey - 1976
- Peoples of the Coast: The Indians of the Pacific Northest  - 1977
- The Anarchist Reader - 1977 (editor)
- Anima, or, Swann Grown Old: A Cycle of Poems - 1977
- Two Plays - 1977
- The World of Canadian Writing: Critiques and Recollections - 1980
- 100 Great Canadians - 1980
- Confederation Betrayed! - 1981
- The Meeting of Time and Space: Regionalism in Canadian Literature - 1981
- Taking it to the Letter - 1981
- The University of British Columbia: A Souvenir - 1986 (with Tim Fitzharris)
- Northern Spring: The Flowering of Canadian Literature in English - 1987
- Pierre-Joseph Proudhon: A Biography - 1987
- Caves in the Desert: Travels in China - 1988
- The Purdy-Woodcock Letters: Selected Correspondence, 1964-1984 - 1988
- William Godwin: A Biographical Study - 1989
- A Social History of Canada - 1989
- Powers of Observation - 1989
- The Century that Made Us: Canada 1814–1914 - 1989
- British Columbia: A History of the Province - 1990
- Tolstoy at Yasnaya Polyana & Other Poems - 1991
- Anarchism and Anarchists: Essays - 1992
- The Cherry Tree on Cherry Street: And Other Poems - 1994